# Diflucortolone valerate
Diflucortolone val Cả (cũng là kem Nerisone / kem dầu / thuốc mỡ, thuốc mỡ Neriderm, Nhật Bản ジフルコルトロン (Jifurucorutoron)  là một loại corticosteroid được xếp loại 2 "mạnh" (100-150 lần) trong hệ thống steroid tại chỗ của New Zealand. Nó là một loại bột tinh thể màu trắng đến kem trắng. Nó thực tế không hòa tan trong nước, hòa tan tự do trong dichloromethane và trong dioxan, ít tan trong ether và ít tan trong rượu methyl. Về mặt hóa học, nó là một corticosteroid được ester hóa với axit valeric. Nó thường được sử dụng tại chỗ trong da liễu. Tên thương hiệu là Nerisone; kem của nó có hiệu lực 0,1% và 0,3%.